# Уваров, Фёдор Семёнович
Фёдор Семёнович Уваров (1 сентября 1788 — 1845) — генерал-майор русской императорской армии из рода Уваровых. Участник Отечественной войны 1812 года. Брат министра просвещения графа С. С. Уварова.

## Биография
Сын флигель-адъютанта Екатерины II вице-полковника гренадерского лейб-гвардии полка Семёна Фёдоровича Уварова и жены его Дарьи Ивановны Головиной. Родился в Петербурге после смерти отца, крещен 2 сентября 1788 года в церкви Вознесения, крестник князя А. Б. Куракина и  графини П. В. Мусиной-Пушкиной. 
В 1798 году был зачислен юнкером в Коллегию иностранных дел, в 1799 году «при реформе выключен был за малолетностию», а 7 июня 1801 года, по всеподданнейшему докладу канцлера графа А. Р. Воронцова, ввиду того, что «отличает себя особенными успехами в воспитании и учении», вновь был определён в Коллегию тем же чином. В 1803 году был произведён переводчиком, в 1804 году определён прапорщиком в лейб-гренадерский полк. 1 июня 1804 года был переведён в кавалергардский полк корнетом, в 1805 году произведён в поручики, в 1808 году — в штабс-ротмистры, в 1811 году — в ротмистры. Перед самой Отечественной войной, 24 февраля 1812 года, Уваров перешёл в Екатеринославский кирасирский полк подполковником.
В 1812 году подполковник Уваров был командующим шефским эскадроном генерал-майора Кретова Екатеринославского кирасирского полка.

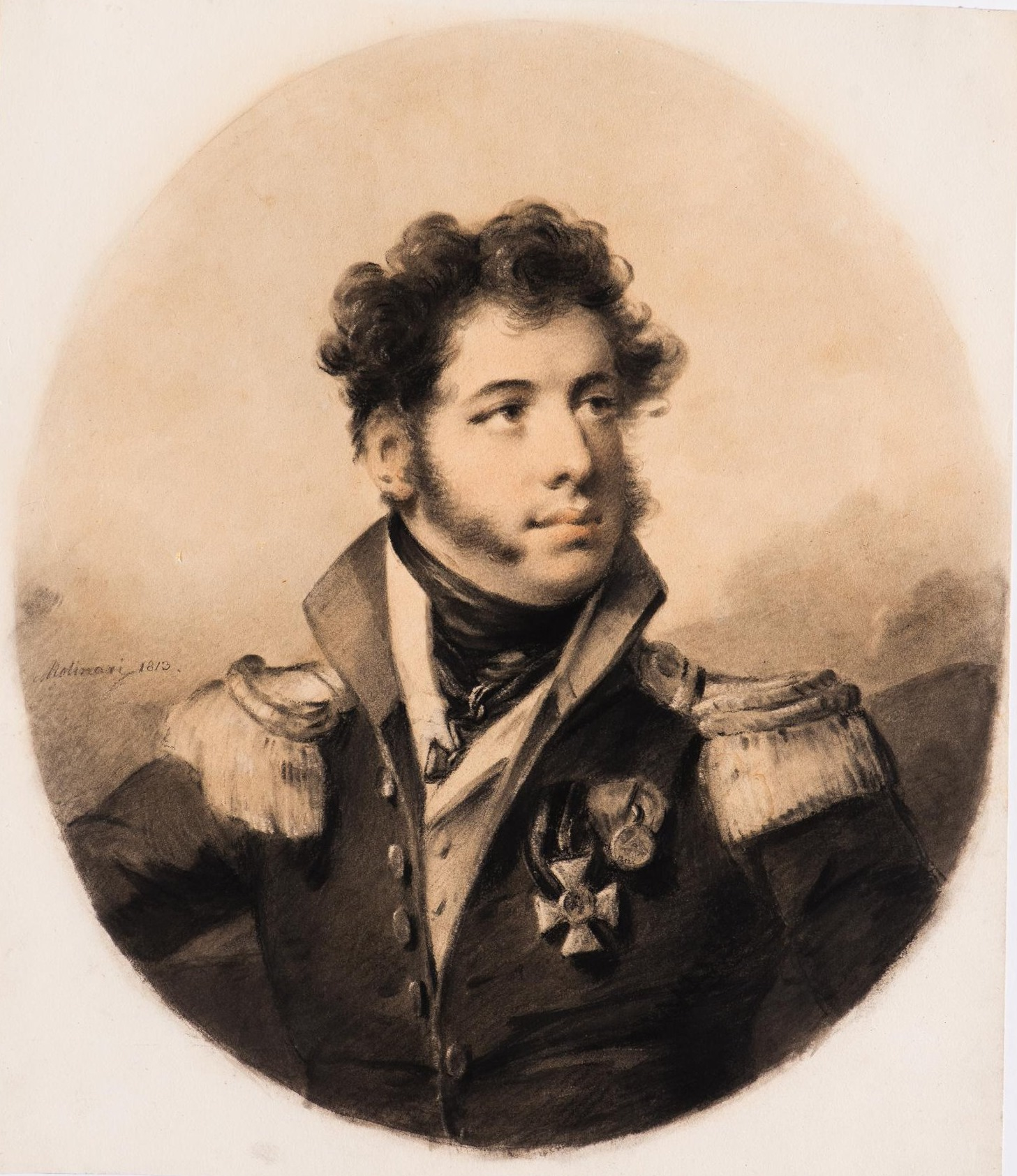
Портрет полковника Ф.С. Уварова. Рисунок ок.1815 г.

При Бородине 26 августа 1812 года сдал эскадрон поручику Хомякову и заменил раненого командира полка, но был сам ранен и передал командование полком поручику Хомякову. За сражение под Бородиным произведён в полковники. 6 октября 1817 года произведён в генерал-майоры, с назначением командиром 1-й бригады 2-й Кирасирской дивизии, в 1825 году назначен состоять при дивизионном начальнике 2-й Кирасирской дивизии, а 7 января 1827 года уволен от службы по домашним обстоятельствам, с мундиром.
Участвовал в сражении под Аустерлицем, за что получил орден Св. Анны 3-й степени «За храбрость», и в кампании 1807 года. В 1812 году в сражении под Смоленском 4, 5 и 6 августа, в Бородинском бою 24 и 26 августа, где был ранен в правую руку пикою и в шею получил «картечную контузию», за отличие произведён в полковники и назначен командиром Екатеринославского полка. В делах при Малом Ярославце 11 и 12 октября, при городе Вязьме 22 октября, под Красным 5 и 6 ноября, за что получил орден Св. Владимира 4-й степени с бантом. В 1813 году Уваров был под Люценом 20 апреля, под Бауценом 7 и 8 мая. В 1814 году — при Бриене 20 января, при Бар-сюр-Обе 15 февраля, под Труа 19 февраля, при деревне Лабрюссель, где «за отбитие неприятельского орудия» награждён орденом Св. Георгия 4-го класса, при деревне Арси 9 марта, в сражении при Фершампенуазе 13 марта и при взятии Парижа 18 марта, за что получил орден Св. Владимира 3-й степени. Уваров имел, кроме того, прусский орден «За достоинства». Уваров считался отличным полковым командиром.
У Уварова было 1763 души в селе Холму Бельского уезда (ныне - Холм-Жирковский), Смоленской губернии, где по выходе в отставку жил безвыездно, занимаясь садоводством. Был вице-президентом Российского общества любителей садоводства. Умер в июне 1845 года холостым.

## Награды
- Орден Святого Георгия 4-кл
- Орден Святого Владимира 4-й ст. с бантом
- Орден Святого Владимира 3-й ст.
- Орден Святой Анны 3-й ст. «За храбрость»
- Pour le Mérite